# Cadelbosco di Sopra
Cadelbosco di Sopra är en ort och kommun i provinsen Reggio Emilia i regionen Emilia-Romagna i Italien. Kommunen hade 10 695 invånare (2018).